# Flore Singer
Pour les articles homonymes, voir Singer et Ratisbonne (homonymie).
Pour les autres membres de la famille, voir Famille Ratisbonne.
Flore Singer, née Flore Betty Ratisbonne le 1er novembre 1824 à Strasbourg et morte le 28 novembre 1915 dans le 16e arrondissement de Paris, est une salonnière et femme de lettres française.

## Biographie
Fille de Jaques Adolphe Ratisbonne, banquier juif, et de Charlotte Oppenheim, Flore Ratisbonne naît à Strasbourg en 1824. Elle est la petite-fille d'Auguste Ratisbonne et de Salomon Oppenheim, elle descend de Cerf Beer. Elle est la sœur de Louis Ratisbonne, la nièce des pères Théodore et Alphonse Ratisbonne, et fut adoptée (avec ses sœurs, futures Mmes Zélie de Sourdeval et Elisa Worms de Romilly) par son oncle le banquier Benoît Fould.
Flore est dans un premier temps, et dès son plus jeune âge, promise à son oncle, Alphonse Ratisbonne, mais il se convertit au catholicisme et entre chez les jésuites en 1842 pour être ordonné prêtre.
Flore Ratisbonne se marie finalement en 1846 avec un agent de change, Alexandre Singer., fils de l'industriel et philanthrope David Singer qui donnera son nom à la rue Singer et au passage Singer (Paris). Ils ont un fils prénommé Louis, futur banquier et maire de Neufmoutiers-en-Brie, propriétaire de l'hôtel Singer, marié à Thérèse Stern (nièce d'Antoine Jacob Stern, du baron Hermann Stern et du vicomte David de Stern, et sœur d'Edgard Stern).

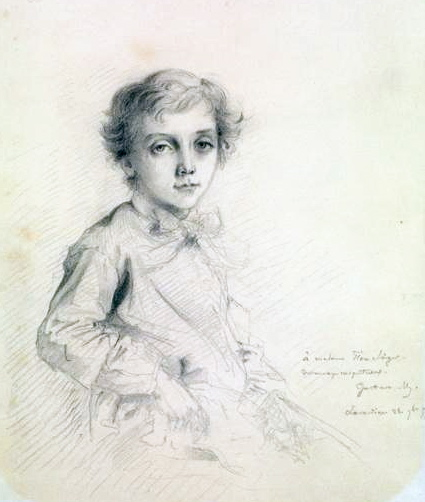
Portrait de son fils, Louis Singer, à mi-corps, portant un nœud, peint par Gustave Moreau.
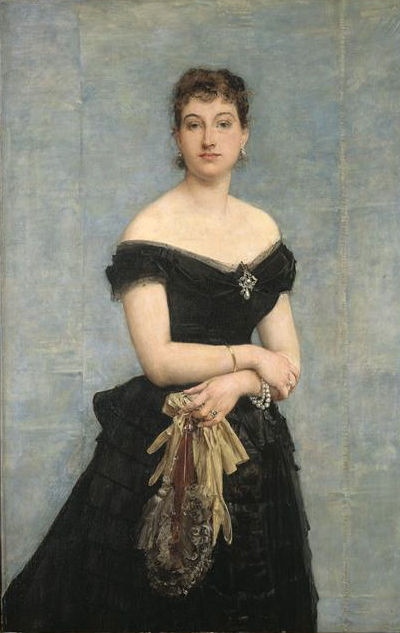
Portrait de sa belle-fille, Mme Louis Singer, née Thérèse Stern, peint par Paul Baudry.

Flore devient une importante salonnière de Paris, tenant pendant près d'un demi-siècle un salon à son domicile parisien, au premier étage de l'hôtel de Chimay. Elle y reçoit régulièrement des écrivains, artistes et hommes politiques, dont notamment Alfred de Vigny, Adolphe Franck, Ernest Renan, Elme Caro, John Lemoinne, Octave Feuillet, Émile Deschanel.... On disait que son salon servait d'antichambre au Quai Conti.
En 1870, à l'arrivée des Prussiens, son époux Alexandre Singer quitte son château du Chemin, à Neufmoutiers-en-Brie, pour se réfugier à Versailles. Les Prussiens vidèrent ses caves lors d'un grand banquet en l'honneur de la création de l'Empire Allemand, et invitèrent par télégraphe à venir partager le repas. Le télégramme fait encore partie des papiers de la famille.
Lors de l'affaire Dreyfus, Flore prend la défense de son coreligionnaire le capitaine Dreyfus, au contraire de nombre de ses hôtes. Elle tente, dans une longue correspondance, de convaincre son ami de longue date, Ferdinand Brunetière, de changer de position sur cette affaire.

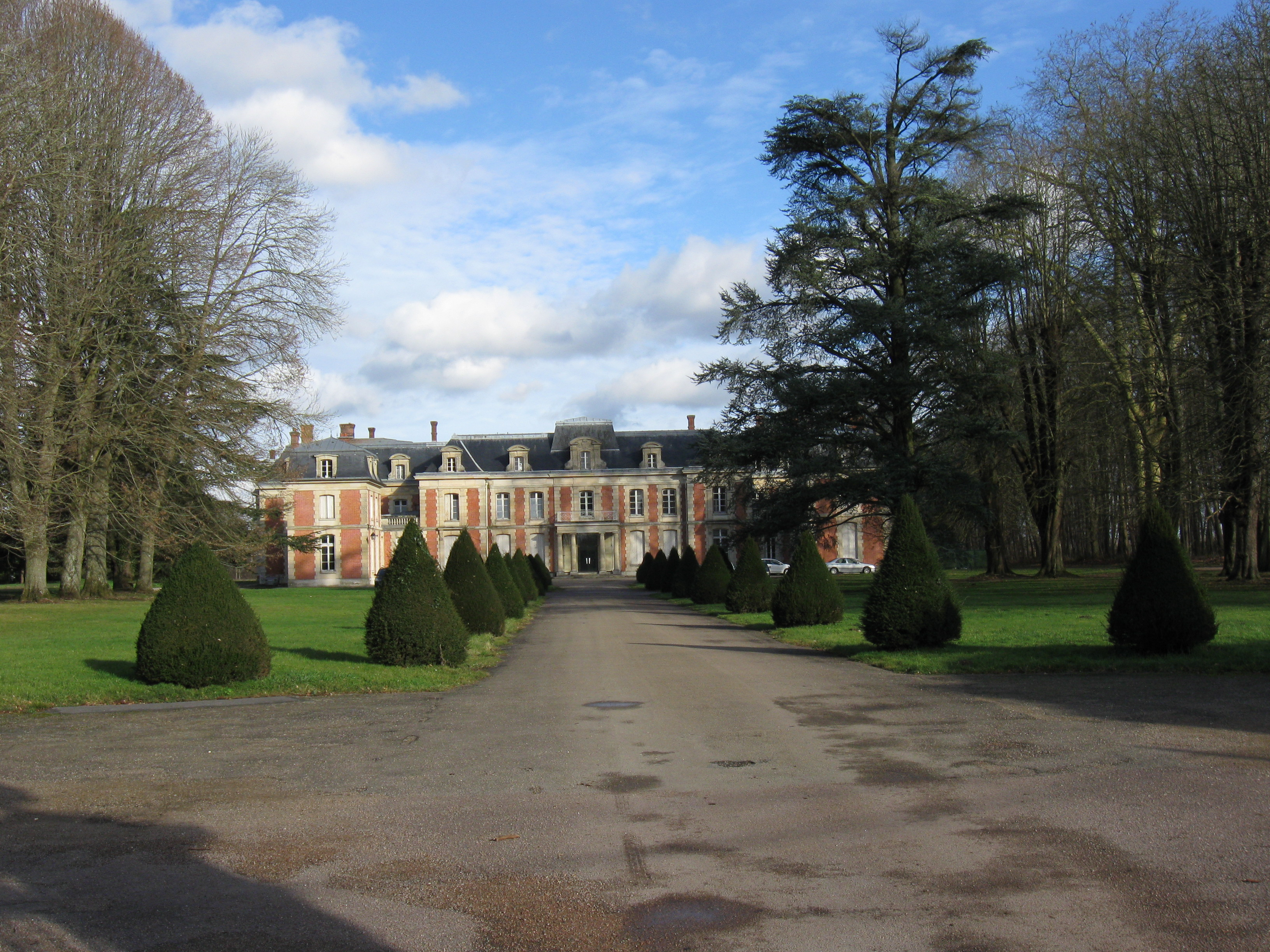
Le château du Chemin, à (Neufmoutiers-en-Brie).

Elle se retire dans ses dernières années dans son château du Chemin.
S'essayant à l'écriture, elle envoie une de ses fictions à Ferdinand Brunetière en 1904. Elle sollicite son soutien auprès de l'Académie française pour un roman écrit par Esther Benisti, alias Esther de Suze, sa lectrice.
Veuve, elle meurt en 1915, en son domicile du 55, avenue Kléber. Elle est inhumée au cimetière du Père-Lachaise (7e division),.

## Sources
- Pierre Birnbaum, « Une femme juive : Flore Singer. Assimilée, dreyfusarde et fidèle », L'Arche, no 479, 1997
- Antoine Compagnon, Connaissez-vous Brunetière ? Enquête sur un antidreyfusard et ses amis, Paris, Seuil, 1997
- Antoine Compagnon, « Flore Singer, une juive de France au XIXe siècle », Cahiers du judaïsme, no 3, 1998
- Michel Bitton, Présences féminines juives en France: XIXe – XXe siècles : cent itinéraires, 2002
- « Fonds Emile Ollivier: 542 P », Centre historique des Archives nationales, 2001
- Dictionnaire encyclopédique de la Théologie catholique, 25 , 1865
- Nouveau dictionnaire de biographie alsacienne
- Sonia-Sarah Lipsyc, « Femmes et judaïsme aujourd'hui: actes du colloque, femmes et judaïsme dans la société contemporaine, des 13, 14 et 15 mars 2004 », 2008
- Laure Riese, Les Salons littéraires parisiens, du second empire à nos jours, 1962
- Cyril Grange, Une élite parisienne : les familles de la grande bourgeoisie juive (1870-1939), CNRS

## Pour approfondir